# اکتون (کالیفرنیا)
اکتون، کالیفرنیا (به انگلیسی: Acton, California) یک منطقه سرشماری‌شده در ایالات متحده آمریکا است که در کالیفرنیا واقع شده‌است.

## خصوصیات
اکتون ۱۰۱٫۷۳۴ کیلومترمربع مساحت و ۷٬۵۹۶ نفر جمعیت دارد و ۸۲۶ متر بالاتر از سطح دریا واقع شده‌است.